# 洛桑珍珠格西
洛桑珍珠格西（藏語：བློ་བཟང་མུ་ཏིག་，威利转写：Blo bzang brtson 'grus，1916年11月19日—2014年3月6日），漢地法號釋碧松，俗名邢步有，又名邢肅芝，西藏學位頭銜名為洛桑珍珠格西仁波切，出生於中國南京 。8歲時禮寶應縣安樂寺老住持脫和尚出家，16歲進入四川重慶縉雲寺漢藏教理院就讀，擔任太虛法師的秘書。1937年赴雪域西藏求法深造，歷經七年刻苦學習，精研五部大論，於1945年正月，在西藏拉薩格魯派哲蚌寺通過萬人經辯大會獲得榜首，成為藏傳佛教史上第二位（第一位是密悟格西）漢人拉然巴格西。
1949年第二次驅漢事件后，随中华民国中央政府官员一同离开西藏，抵达印度。後定居美國洛杉磯，曾任美國密宗總會主席。

## 著作
- 《恆河大手印》[6]
- 《菩提道次第略論》[7]
- 《上師瑜伽法》
- 《辨中邊論釋》
- 《佛理要略》
- 《漢藏佛教之異同》
- 《大圓勝會》
- 《二十一尊救度母禮讚經》
- 《雪域求法記：一個漢人喇嘛的口述史》[8]

## 師承
- 第三世多羌佛[9][10]
- 太虛法師
- 法尊法師
- 宗薩欽哲仁波切
- 更慶欽哲仁波切
- 頗邦卡大師
- 康薩仁波切
- 薩迦法王
- 多杰覺拔格西
- 拉尊仁波切
- 安欽仁波切
- 林倉仁波切
- 赤江仁波切[8]